# Urs Bamert
Urs Bamert (Wil, 14 maart 1959) is een Zwitsers voormalig voetballer die speelde als verdediger.

## Carrière
Bamert speelde voor de Zwitserse ploegen Lausanne-Sport, BSC Young Boys en Servette. Met BSC Young Boys werd hij landskampioen in 1986.
Bamert maakte op 19 augustus 1989 zijn debuut voor Zwitserland en speelde in totaal 6 wedstrijden voor zijn land.

## Erelijst
- BSC Young Boys
  - Landskampioen: 1986